# Loanda
Loanda é um município brasileiro do estado do Paraná. Sua população em 2024, conforme estimativa do IBGE, era de 23.813 habitantes. O município integra um importante polo industrial de metais hidro-sanitários, incluindo a fabricação de torneiras.

## Demografia
Em 2024, tinha uma população estimada de 23.813. Uma densidade demográfica de 32,15 habitante por quilômetro quadrado.

## Administração
- Prefeito:  José Maria Pereira Fernandes (2021/2024)
- Vice-prefeito: Antonio Francisco Gil
- Presidente da Câmara: Pedro Diego Teodoro de Oliveira (2023/2024)